# Sh'khur
Sh'khur é um filme de drama israelita de 1994 dirigido e escrito por Shmuel Hasfari e Hanna Azoulay-Hasfari. Foi selecionado como representante de Israel à edição do Oscar 1995, organizada pela Academia de Artes e Ciências Cinematográficas.

## Elenco
- Gila Almagor - mãe
- Ronit Elkabetz - Pnina
- Hana Azoulay-Hasfari - Rachel
- Orly Ben-Garti - Rachel (jovem)
- Yaacov Cohen - Shlomo
- Albert Iluz - Moshe
- Amos Lavi - pai